# Chaeteessidae
Chaeteessidae — родина дрібних богомолів, що складається з єдиного сучасного роду Chaeteessa, представники якого поширені в Центральній та Південній Америці, а також низки викопних видів. Вважається однією з найпримітивніших груп богомолів, наближених до спільного предка богомолів й тарганів.

## Опис
Дрібні крилаті богомоли міцної тілобудови. Забарвлення тіла зазвичай матове. Антени дуже довгі, довші за тіло. Передньоспинка коротка. Статевий диморфізм виражений слабко. На відміну від інших сучасних богомолів не мають кінцевого шипа-пазура на верхівці передньої гомілки. Гомілки та стегна середніх і задніх ніг вкриті міцними шипами. Жилкування крил  є еволюційно примітивним.
Пізні личинки, як і дорослі особини, мають дуже довгі церки, що складаються з більш як 25 сегментів кожна.

## Сучасні види

### Спосіб життя
Рухливі хижаки, наздоганяють свою здобич. Принаймні деякі види мешкають на корі дерев.

### Ареал
Поширені в тропічній зоні від півдня північної Америки до Бразилії та Перу.

## Викопні види
Найстаріші викопні рештки богомолів, що відносять до родини Chaeteessidae, відомі з раннього палеогену (60—55 млн років тому). На відміну від більшості сучасних богомолів, представники цієї групи не мали органів слуху, що дослідники пояснюють більш пізньою появою в історії біорізноманіття кажанів.
Найранішим відомим на 2019 рік представником родини є Arvernineura insignis.
Викопні види родини відомі не тільки з Південної, а й з Північної Америки.

## Систематика

### Сучасний рід
- Chaeteessa Burmeister, 1838

### Викопні роди
- Louispitonia Schubnel & Nel, 2019
- Arvernineura Piton, 1940
- Lithophotina Cockerell, 190
- Megaphotina Gratshev and Zherikhin, 1993.